# Dan Budnik

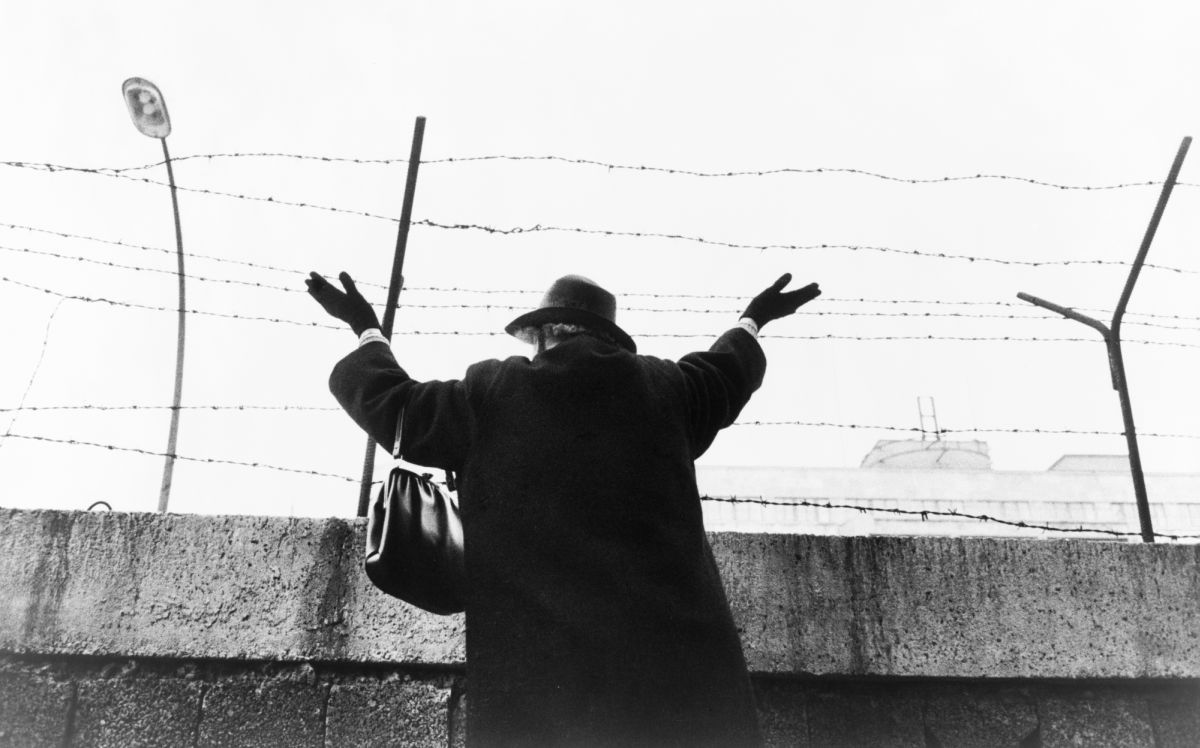
Mávání přes berlínskou zeď. Starší žena, stojící u berlínské zdi, v západním sektoru, se zvednutýma rukama poté, co čekala tři hodiny na setkání s přáteli a příbuznými z východního Berlína. 1961.

Daniel Budnik (20. května 1933, New York – 14. srpna 2020) byl americký fotograf známý svými portréty umělců, fotografiemi pro Afroamerické hnutí za občanská práva a indiánského života.

## Kariéra
Budnik studoval malbu na Art Students League of New York (Liga studentů umění v New Yorku) na začátku 50. let 20. století u Charlese Alstona, který inspiroval jeho zájem o fotožurnalistiku. Byl odveden do armády a sloužil až do svých 22 let. Poté, co pracoval jako asistent fotografa Philippa Halsmana, nastoupil v roce 1957 do agentury Magnum Photos, kde jeho prvním úkolem bylo fotografování zvěrstev na Kubě v roce 1958. „Dokud jsi nespal na stejné posteli dvě noci, byl jsi relativně v bezpečí. Batista zabil asi sedm lidí za noc při výslechu. Ráno byste se vzbudili a na stromě by viselo tělo jako varování před spoluúčastí.“ Nakonec fotografoval materiál pro časopisy Life, Sports Illustrated a Vogue.
Byl jedním z fotografů, který zachytil Pochod na Washington za práci a svobodu v březnu roku 1963. Později Budnik přesvědčil Life, aby ho pověřil, aby vytvořil dlouhodobou fotografickou esej, která by ukazovala závažnost pochodů ze Selmy do Montgomery v roce 1965, během kterých fotografoval Martina Luthera Kinga juniora a George Wallaceho. Life však publikovat jeho práci odmítl poté, co se věnoval dvěma po sobě jdoucím problémům, které se týkaly pochodu a dokumentované jinými fotografy.
Od roku 1970 spolupracoval Budnik s domorodými kmeny Hopi a Navajo, za které získal granty od Národní nadace pro umění (1973) a Nadace Polaroid (1980).
Během své kariéry Budnik fotografoval Candice Bergenovou, Sophii Lorenovou, Martina Luthera Kinga, Jr., Georgii O'Keeffe, Willema de Kooninga nebo Dwighta D. Eisenhowera. Americká společnost mediálních fotografů udělila Budnikovi v roce 1998 cenu Honor Roll Award.
Budnik má svá díla ve sbírkách King Centra v Atlantě v Gruzii a Museum of Modern Art. Budnik také vystavoval své práce v galerii Agnes.

## Osobní život
Budnik žil a pracoval v Tucsonu v Arizoně. Zemřel 14. srpna 2020 v zařízení pro asistované bydlení v Tucsonu v Arizoně.

## Díla
- The Book of Elders: The Life Stories of Great American Indians, as told to Sandy Johnson, fotografie: Dan Budnik. San Francisco: Harper San Francisco, 1994. ISBN 978-0-06-250837-9
- Budnik, Dan. Marching to the Freedom Dream. Londýn: Trolley Books, 2014. Dostupné v archivu pořízeném dne 2018-07-10. ISBN 9781907112478. Archivováno 10. 7. 2018 na Wayback Machine.
- „Cult VIP: Dan Budnick“. Dazed & Confused. Červen 2011. Datum přístupu: 24. 2. 2018.
- „One Dream: The March on Washington“. Time. Srpen 2013. Datum přístupu: 24. 2. 2018.